# ピエリーナ・レニャーニ

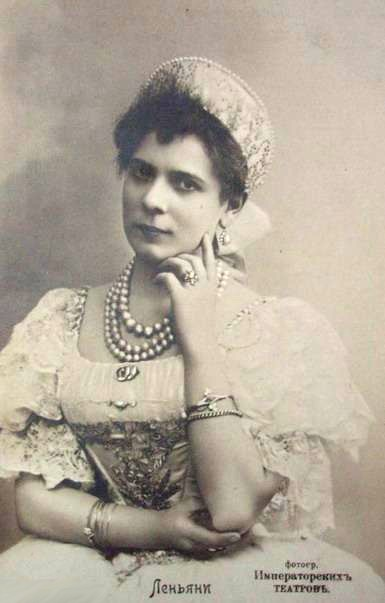
The Little Humpbacked Horseでのピエリーナ・レニャーニ、1895年

ピエリーナ・レニャーニ（Pierina Legnani,1868年9月30日 - 1930年）は、イタリアのバレエダンサーである。

## 人物
ピエリーナ・レニャーニはミラノで生まれた。
彼女は類稀なテクニックを持つバレリーナとして知られ、公式に『プリマ・バレリーナ・アッソルータ』の称号を与えられた最初の人物である。
レニャーニは1893年から1901年まで、ロシア帝室バレエ団で『プリマ・バレリーナ・アッソルータ』の地位にあった。
また彼女は、32回連続のフェッテ（グラン・フェッテ・ロン・ドゥ・ジャンブ・アン・トゥールナン、仏: grand fouette rond de jambe en tournant）として知られる技術を最初に披露したバレリーナでもある。
そして彼女の名を不滅のものにしたのは、1895年の『白鳥の湖』蘇演において、オデット（白鳥）とオディール（黒鳥）の二役を踊ったことであった。 当初、彼女はオデット役にのみ配役されていたが、開演の一週間前になってもオディール役が決まらなかったため、やむを得ずレニャーニが両方を踊った。これが大成功し、その後オデットとオディールは同じバレリーナが踊ることが恒例になった。
舞台生活から退いたあと、彼女はイタリアに住んだ。死の4ヶ月前まで、スカラ座バレエ学校の運営委員会に携わった。
1930年、死去。彼女の墓は、ミラノ大聖堂にある。